# El racó dels secrets
 El racó dels secrets  (original: Little Secrets) és una pel·lícula estatunidenca dirigida per Blair Treu el 2001 i estrenada el 2002. Ha estat doblada al català.

## Argument
La història és centrada en Emily, una jove violoncel·lista de catorze anys, prodigi del violí, que perd les vacances d'estiu amb les seves amigues del campament perquè es vol presentar a unes audicions per a una orquestra simfònica. L'estiu esdevé més pesat del que esperava, ja que la seva mare està en estat i sembla molt més preocupada pel nou bebè que per ella. Avorrida per la situació decideix muntar el seu propi negoci: cobra 50 cèntims per cada secret que guarda els secrets més íntims dels seus veïns. Tots els dimecres, instal·la un estand al seu jardí i escolta els pensaments més secrets dels seus estimats veïns, entre els quals Philip, el nou del barri. El noi, molt matusser a causa del seu interès per Emilie, esdevéun dels seus clients més difícils. Però aconseguirà Emilie guardar tots aquests secrets?

## Repartiment
- Evan Rachel Wood: Emily Lindstrom
- Michael Angarano: Philip
- David Gallagher: David
- Vivica A. Fox: Pauline
- Jan Broberg Felt: Caroline Lindstrom
- Joey Miyashima: Dr. Mezzie

## Rebuda
Dirigida per Blair Treu, que també ha dirigit Phantom of the Megaplex per televisió, Little Secrets és una pel·lícula familiar agradable, on no passa res sorprenent, i aquest n'és el tema. Ms. Wood té una elegància i malenconia més enllà de l'edat i sembla seguir el camí de l'estrella infantil Diane Lane. Little Secrets és considerada PG (amb consell guia dels pares), pel que sembla perquè hi ha pistes d'atracció física entre els personatges adolescents.